# マリア・アンナ・フォン・エスターライヒ (1738-1789)
マリア・アンナ・フォン・エスターライヒ（ドイツ語: Maria Anna von Österreich, 1738年10月6日 - 1789年11月19日）は、神聖ローマ皇帝フランツ1世シュテファンと皇后マリア・テレジアの次女。成人した兄弟の中では一番の年長。終生独身のままウィーンで過ごし、母帝の没後クラーゲンフルトに隠棲してエリーザベト修道院への奉仕に身を捧げた。

## 生涯

### ウィーン時代
マリア・アンナの誕生は、男児の誕生を望む皇帝一家とオーストリア国民を落胆させた。1740年から男児誕生までの間、彼女はマリア・テレジアの推定相続人と目されたが、1741年の弟ヨーゼフの誕生により、完全に日陰へと追いやられることとなった。
母マリア・テレジアは娘の中ではマリア・クリスティーナ（ミミ）やマリア・エリーザベト（リースル）を偏愛したが、マリア・アンナは母からの愛情を得ることができなかった。病気がちだった彼女には、結婚によるハプスブルク家の外交に貢献することが期待できなかったことが原因の一つとしてあげられる。加えて彼女は成長するにつれ背中の湾曲が目立つようになり、周囲から「せむしの皇女」との侮蔑と揶揄を受けるようになっていた。
マリア・アンナは絵画、ダンスやバレエ、音楽の才に恵まれ、ウィーン造形美術アカデミーやフィレンツェ芸術アカデミーに迎え入れられた。集中力、記憶力、勤勉さにおいても弟ヨーゼフを凌駕したが、未来の皇帝よりも優れた才能を持った皇女の存在は宮廷で疎まれた。1757年に大病を患ってからは、医師から楽しみとしていたダンスや狩猟などの運動を禁じられてしまった。
宮廷において彼女と同じく日陰者の身であった父フランツ・シュテファン（皇帝ではあったものの、実効支配地であるオーストリアの大公には妻が就いたため、支配権の及ばないドイツ諸邦連合体の名誉議長でしかなかった。そのため当時から皇后の方が女帝と呼ばれていた）が、彼女の唯一の理解者にして愛情を通わせ合う対象となった。父帝は娘の知性を愛し、2人は自然科学分野のコレクションや古銭学の研究などの趣味を分かち合った。父帝の亡き後、マリア・アンナはそのコレクションと研究を受け継いで発展させ、その成果はウィーン自然史博物館の礎となった。しかし、学究能力が女性に求められる資質ではなかったこともあり、家族の中での彼女の評価は低いままだった。こうした境遇がマリア・アンナの性格を頑ななものにしていった。
ヨーゼフのパルマ公女マリア・イザベラとの結婚を、実妹たちに次ぐ新たなライバルの出現とマリア・アンナは受け止め、マリア・イザベラに冷たく接した。このことがヨーゼフが姉を嫌悪し、フランツ・シュテファンが娘を遠ざける原因となった。1763年にマリア・イザベラが天然痘でこの世を去ると、マリア・アンナは再び父との親しい関係を取り戻したが、1765年に最愛の父が亡くなると、その安寧な生活にも終止符が打たれた。
1766年、マリア・テレジアはマリア・アンナをプラハの貴族女性のための施設長に任じた。これによりマリア・アンナは2万グルデンの年金を得ることになったが、健康状態を理由に現地に赴任することはなかった。
1769年、唯一仲の良かった妹マリア・アマーリエがパルマに嫁ぐと、マリア・アンナはケルンテンのクラーゲンフルトにあるエリーザベト修道院に入ることを願い出た。彼女が条件のよいプラハではなくクラーゲンフルトへ行くことを希望したのは、かつてエリーザベト修道院を訪れた際、誰も彼女の姿形に不快感を示さなかったことや、修道院長クーエンベルク伯爵夫人とマリア・アンナの間に交誼があったことなどが理由と考えられている。当初マリア・テレジアは難色を示したが、娘の熱意を受け入れ、エリーザベト修道院に隣接する土地にマリア・アンナのための城館を建設した。クラーゲンフルト住民は皇女の来訪を心待ちにしていたが、マリア・アンナが城館に移るまで、1771年の城館の完成から更に10年の歳月を要した。

### クラーゲンフルト時代
1780年にマリア・テレジアが死去するや、かねてよりマリア・アンナを深く憎悪していた弟帝ヨーゼフによって彼女は事実上宮廷より追放され、1781年4月にクラーゲンフルトの城館へ居を移した。この転居に際して、それまでに収集された鉱物はブダの大学へ、膨大な蔵書はウィーン大学やその他の科学研究施設へ売却することを余儀なくされた。

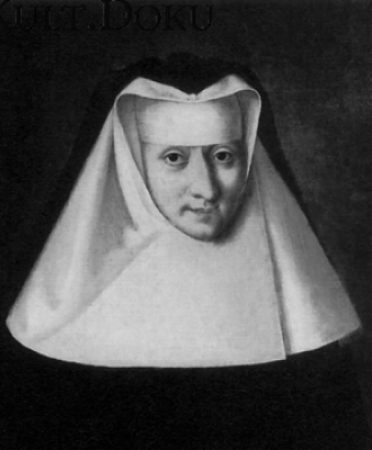
女子修道院長シャヴァリエ・ガッサー

クラーゲンフルトでマリア・アンナは生まれて初めて民衆の歓待を受けた。この地で彼女は生涯の友人を得て、周囲に心を開くようになっていった。クラーゲンフルトの宮内庁長官として派遣されたエンツェンベルク伯爵と、女子修道院長シャヴェリエ・ガッサーが彼女の心の支えとなった。マリア・アンナは修道院の運営についてガッサーと忌憚なく意見を交換し、財政難で苦しんでいる修道院を経済的に支援した。マリア・アンナの尽力により、エリーザベト修道院付属教会は教区教会へと格上げされ、国庫からの援助を受けられるようになった。
マリア・アンナは私財を投じて、修道院付属の病院の施設の改善にも励んだ。ヨーゼフは彼女の財政支援の要請に冷淡な態度を取っていたが、1783年に現地を訪問し、病院の感じの良さと修道院の闊達な雰囲気に感銘を受け、病院へ支援を行うようになった。
また、ケルンテン州知事を通して、マリア・アンナは匿名で貧者や病人への支援を行った。熱心な社会福祉活動と学術活動の結果、彼女はケルンテン住民の敬愛を受けるようになった。

### 晩年

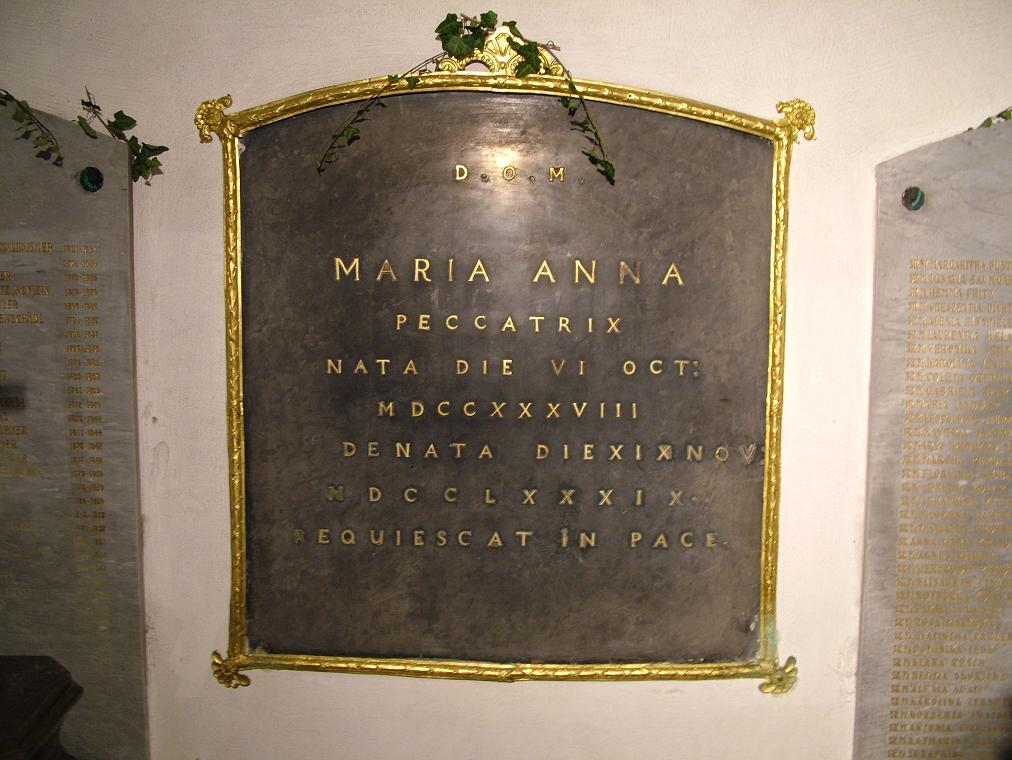
マリア・アンナの墓碑、2007年撮影。

1789年の春から病床に伏した後、同年11月19日、彼女のために祈りを捧げる住民たちが城館の周囲を取り囲む中、マリア・アンナは望み通り聖エリーザベトの祝日に亡くなった。墓碑には生前から用意されていた文言がラテン語で刻まれた。
MARIA ANNA（マリア・アンナ）
PECCATRIX（罪深き女）
NATA DIE VI OCT:
MDCCXXXVIII（1738年10月6日生）
DENATA DIE XIX NOV:
MDCCLXXXIX（1789年11月19年没）
REQUIESCAT IN PACE（安らかに眠れ）
マリア・アンナの遺産は全てエリーザベト修道院に遺贈された。私有物や居城も売却され、その収入が修道院へと納められた。ヨーゼフ帝の個人的なはからいにより、相続税に対する免除率が最高の25%に設定された。

## フリーメイソンとの関わり

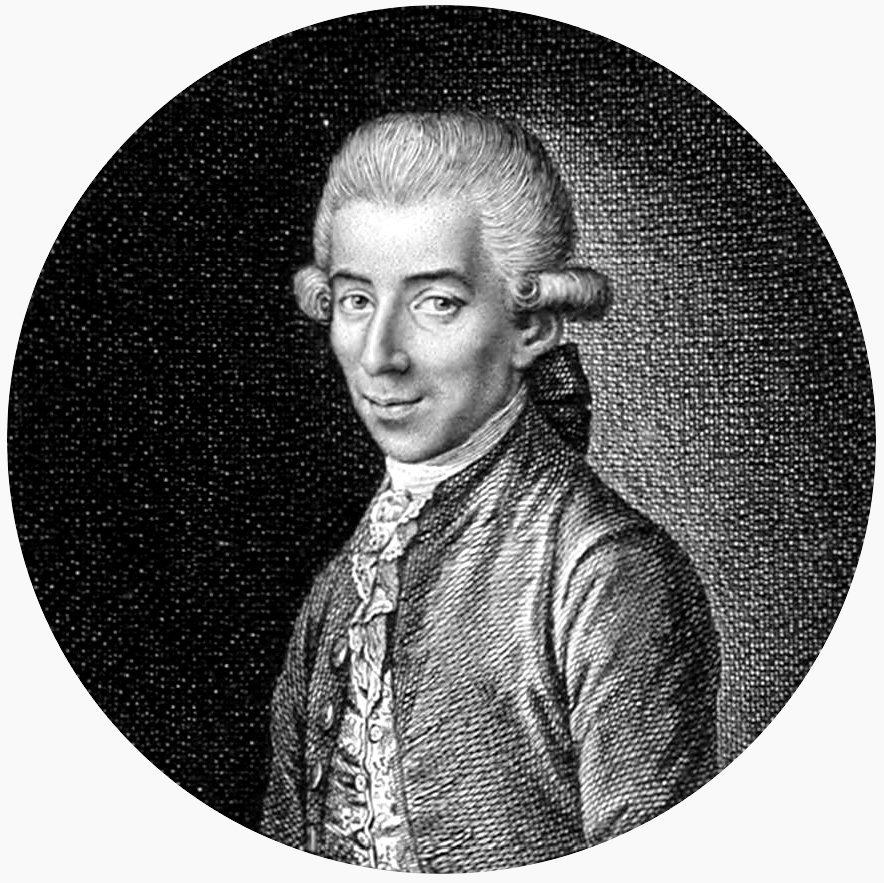
イグナーツ・フォン・ボルン

父帝フランツ・シュテファンがフリーメイソンであったため、マリア・アンナも愛する父の影響を受けフリーメイソンに対して深い好意を持っていた。ウィーン時代、マリア・アンナはウィーンにおけるフリーメイソン活動の中心人物である鉱物学者イグナーツ・フォン・ボルンとともに自然史の編纂を行うと同時に、ボルンの研究に対して投資をした。また、彼女はフリーメイソンのウィーン支部にも沢山の贈答を行った。
クラーゲンフルト転居後、1783年にボルンの肝煎りでクラーゲンフルトにフリーメイソン支部が設立されると、支部にはマリア・アンナの名が冠された。彼女はフリーメイソンの良きパトロンとして振る舞い、会員の妻たちのための夜会を定期的に開催した。
こうした文化人との交流が、マリア・アンナに遺跡の発掘と保護への意欲を芽生えさせ、1783年に開始されたツォルフェルト平野の発掘調査に彼女は3万グルデンの投資をし、古代ローマ時代のヴィルヌーム遺跡が発掘された。

## マリア・アンナが登場する作品
- みやのはる『ラ・マキユーズ～ヴェルサイユの化粧師～』 - 『COMIC BRIDGE online』（KADOKAWA）で連載された漫画。過去のフランスにタイムスリップした後マリア・テレジアによってオーストリアまで連行された主人公（化粧品開発の研究者）と交流を持つ[1]。その学識の深さで主人公を感嘆させる。